# 長崎バス柳営業所

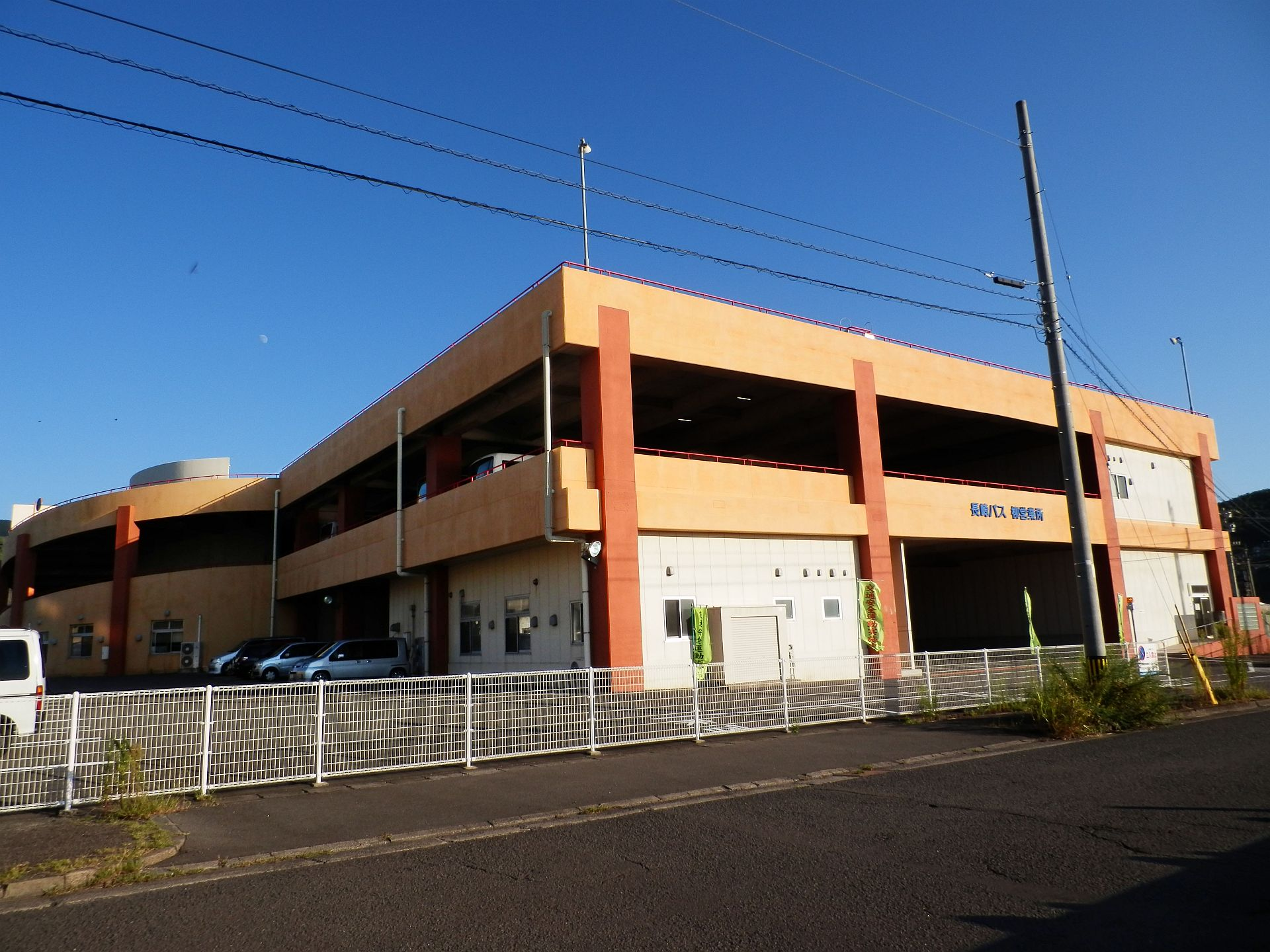
柳営業所建屋

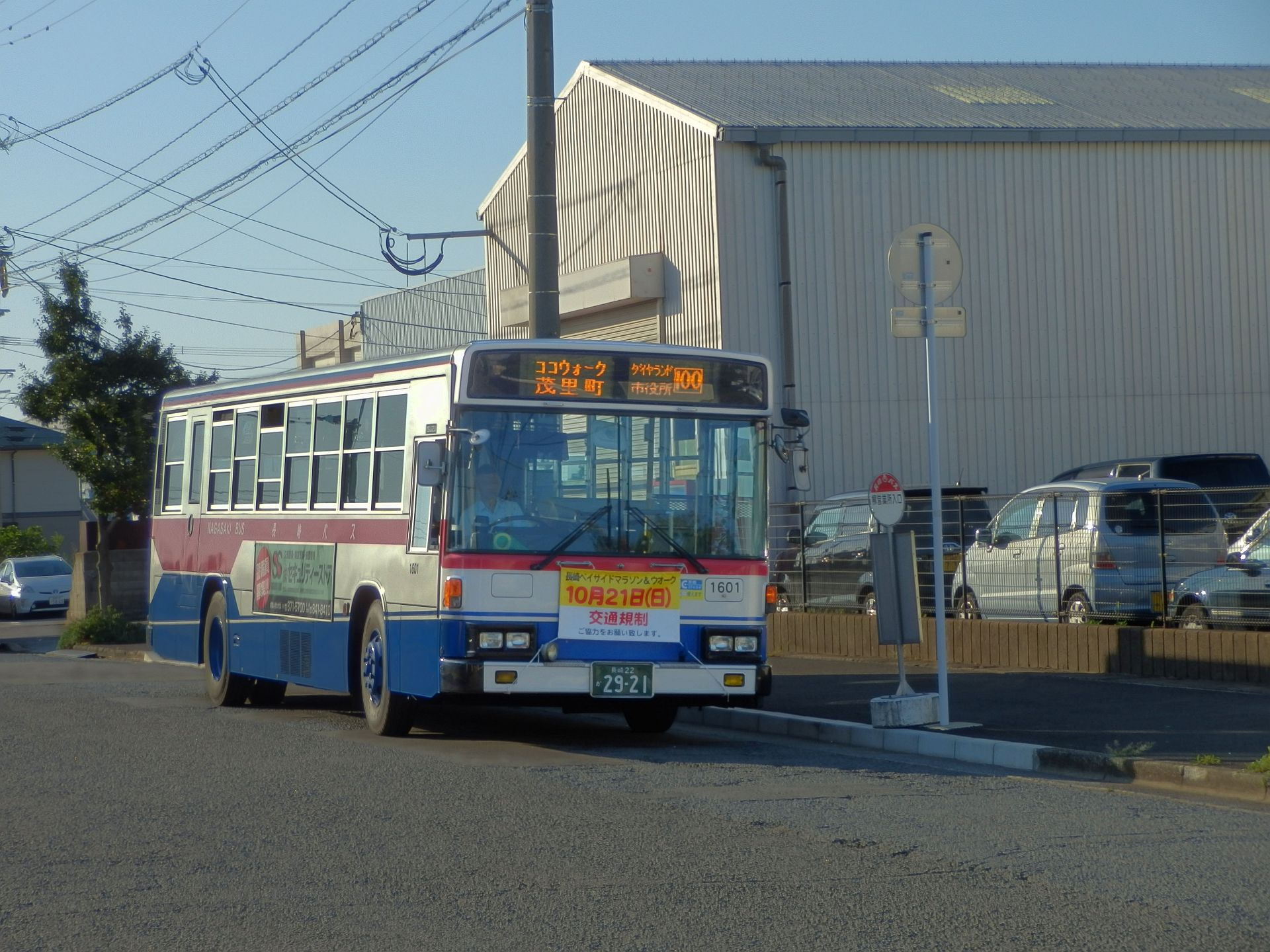
柳営業所入口のバス停で始発待機中のバス

長崎バス柳営業所（ながさきバスやなぎえいぎょうじょ）は、長崎県長崎市小ヶ倉町3丁目76番48号（柳埠頭内）にある、長崎自動車の営業所である。主に香焼町・長崎半島方面の路線を担当する。

## 概要
2006年（平成18年）8月限りで廃止された茂里町営業所と稲佐橋営業所の運行路線を再編し、同年9月にダイヤランド営業所と合わせて長崎市南部地区の拠点として開設された。柳埠頭の工業団地内にあり、バス路線の経路である国道499号線がすぐ近くを通っている。営業所の建屋は車庫兼用で、地上2階と屋上の立体駐車場構造に事務所を併設している。長崎バスの営業所の中ではやや規模が大きい事業所である。
営業所のすぐ近くに柳営業所入口のバス停が設置されているが、ここを始発・終点とする便は柳営業所入口線のみとなっている。(事実上の最寄りバス停は柳バス停) ほとんどの路線はココウォーク茂里町のバスターミナルを始発とし、長崎市南部の各地区を終点とする。

## 現行路線

### 野母崎・樺島線

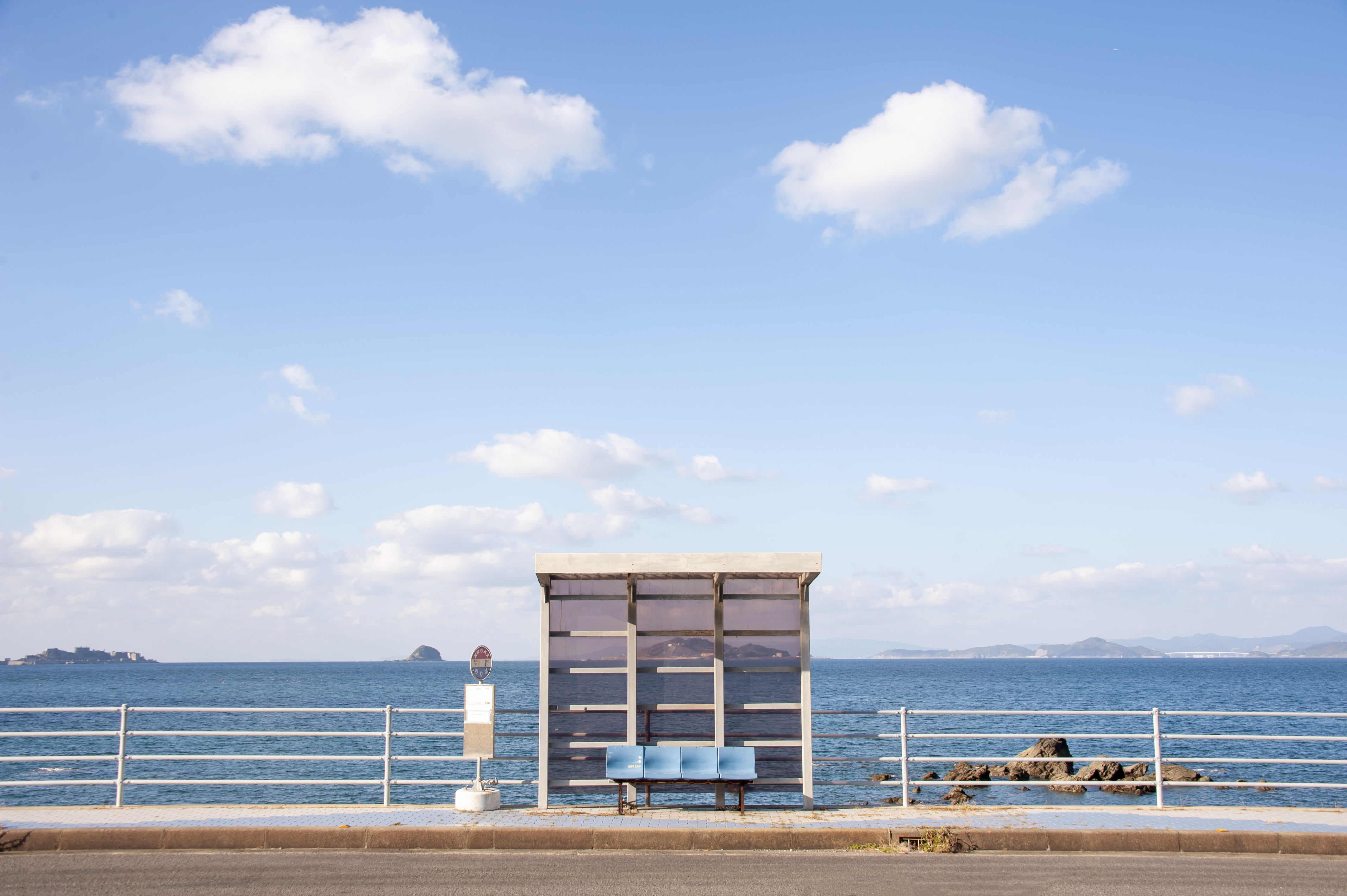
南越 (なんごし) バス停、写真左端に見えるのが軍艦島

系統番号は、樺島行が35番、出島経由ココウォーク茂里町行が7番である。※は一部の便のみ始発・終点として使用する。
- ココウォーク茂里町 - 宝町 - 長崎駅前 - 大波止 - 新地中華街 - 浪の平 - 戸町 - 柳 - 磯道町 - 南柳田 - 平山台入口 - 栄上  - 蚊焼入口 -（蚊焼小学校前※）- 黒浜 - 南越 - 野母新港 -（青潮学園前）- 脇岬 - 樺島
- 磯道町 - 南柳田 - 平山台入口 - 栄上※ - 蚊焼入口 -（蚊焼小学校前）- 黒浜 - 南越 - 野母新港 - 脇岬 - 樺島

野母自動車が戸町 - 蚊焼線として運行していた路線のひとつである。1940年（昭和15年）に長崎自動車が野母 - 脇岬の路線免許を取得し、1942年（昭和17年）に戸町 - 蚊焼間の路線を野母自動車ごと買収、更に1948年（昭和23年）に蚊焼から脇岬までの路線免許を取得して、野母崎方面への路線バスが運行されるようになった。樺島大橋の開通に伴い1986年（昭和61年）より島内への乗り入れを開始した。
野母崎半島南部を西回りで通り、野母崎半島南端と橋で結ばれた樺島と長崎市中心部を結ぶ。日中は1時間に1~2本、朝夕のラッシュ時は30分間隔で運行しており、全ての便が戸町経由となっている。朝には青潮学園前経由ココウォーク茂里町行きや蚊焼小学校前発ココオォーク茂里町行きなども運行される。
人口減少や新型コロナウイルスの流行に伴う利用者減少に伴い、2021年のダイヤ改正より日中の利用者数が少ない時間帯はハブ運行が行われている。ハブ運行の時間帯は樺島発着便は磯道町で折り返し運行が行われる。2025年4月16日のダイヤ改正までは栄上（三和地域センター内）バス停での折り返し運行だった。また、2024年のダイヤ改正で日常的に利用者が極めて少なかった長崎半島を走る岬木場線は廃止され、長崎市コミュニティバス野母崎線に転換された。
2025年のダイヤ改正以前は30番であった。
長崎半島の先端部付近にある南越（なんごし）停留所は軍艦島が臨めるバス停として、役所広司が監督・主演を務めた長崎バスの運転手募集CMや、当時欅坂46に所属していた長濱ねるの『また会ってください』のミュージックビデオのロケ地に使用された。

### 川原線
系統番号は、川原公園前行のうち栄上（三和地域センター内）経由が35番、栄上（三和地域センター内）を経由しない便が30番である。出島経由ココウォーク茂里町行が7番である。※は一部の便のみ始発・終点として使用する。
- ココウォーク茂里町 - 宝町 - 長崎駅前 - 大波止 - 新地中華街 - 浪の平 - 戸町 - 柳 - 磯道町 - 南柳田 - 平山台入口 -（平山台団地）- 栄上 - 為石 - 川原公園前

1932年（昭和9年）より運行されている路線である。県道（現在の国道499号）開通に伴い、1932年（昭和7年）より戸町 - 為石間で路線バスの運行が開始される。当初は野母自動車という事業者が運行しており、戸町からは長崎電気軌道の汽船で市内と接続していたが、1942年（昭和17年）に長崎自動車が路線ごと買収を行い、市内からバスが直通するようになった。
1948年（昭和23年）4月26日に川原まで延長。その後1977年（昭和52年）頃から再び延長が始まり1984年（昭和59年）に岬木場まで運行されるようになる。野母崎半島南部の栄上交差点から東の県道へ入り、長崎半島南端部の東側を通って岬木場までを結ぶ。現在は川原公園前発着のみとなっており（行先表示には「川原」と表示される）、日中は1時間に1-2本運行される。川原公園前行きは中央橋経由、ココウォーク茂里町行きは出島経由として運行される。また2021年のダイヤ改正より日中のみ栄上バス停が三和地域センター内の栄上バス停に停車する。栄上（三和地域センター内）を通る35番系統は、全て平山台団地経由である。2024年のダイヤ改正で日常的に利用者が極めて少なかった長崎半島を走る川原経由岬木場線は廃止され、長崎市コミュニティバス野母崎線に転換された。
2025年のダイヤ改正以前は栄上（三和地域センター内）経由の便も30番だった。

### 晴海台・平山台線
系統番号は、晴海台団地のうち栄上（三和地域センター内）を経由しない便・平山台団地・晴海台高部行が30番、栄上（三和地域センター内）を経由する便が35番、出島経由ココウォーク茂里町行が7番、市役所上経由ココウォーク茂里町・長崎駅前（交通広場）行は番号なしである。※は一部の便のみ始発・終点として使用する。

#### 晴海台団地線
- ココウォーク茂里町 - 宝町 - 長崎駅前 - 大波止 - 新地中華街 - 浪の平 - 戸町（二本松口）- 柳 - 磯道町 - 南柳田 - 平山台入口 - 栄上 - 蚊焼入口 - 晴海台団地
- ココウォーク茂里町 - 宝町 - 長崎駅前 - 大波止 - 新地中華街 - 浪の平 - 二本松口 - 新戸町団地 - ダイヤランド - 南柳田 - 平山台入口 - 栄上 - 蚊焼入口 - 晴海台団地
- ココウォーク茂里町→宝町→長崎駅前→大波止→新地中華街→浪の平→戸町→小ヶ倉団地→柳→磯道町→南柳田→平山台入口→栄上→蚊焼入口→晴海台団地（夜1便のみ運行）

#### 平山台団地線
- ココウォーク茂里町 - 宝町 - 長崎駅前※ - 市役所上 - 万才町 - 新地中華街 - 浪の平 - 二本松口（戸町）- 新戸町団地 - 柳 - 南柳田 - 平山台入口 - 平山台団地（ →晴海台高部※）
- ココウォーク茂里町 - 宝町 - 長崎駅前 - 市役所上 - 万才町 - 新地中華街 - 浪の平 - 二本松口 - 新戸町団地 - ダイヤランド - 磯道町 - 南柳田 - 平山台入口 - 平山台団地（ - 晴海台高部※）

長崎市中心部と長崎半島の中央部付近にある晴海台・平山台の住宅地を結ぶ路線である。1982年（昭和57年）より晴海台団地行きの運行が開始された。現在は平山台団地行きと合わせて運行されており、平山台行きの一部は平山台の奥にある晴海台との隣接地区である晴海台高部を終点としているが、晴海台高部始発は平日のみ数便しか運行されない。晴海台線は大波止を経由し、平山台線は市役所上を経由する。日中は両系統とも1時間に1~2本程度とやや少なめ。昼間の晴海台団地線はダイヤランドを経由する。晴海台・平山台行きは中央橋経由、大波止経由ココウォーク茂里町行きは出島経由として運行される。また2021年のダイヤ改正より日中のみ晴海台団地線の栄上バス停が三和地域センター前の栄上バス停に停車し、その便は2025年のダイヤ改正以前は30番だった。

### 深堀・香焼・伊王島線
系統番号は、深堀・香焼方面行が30番、出島経由ココウォーク茂里町行が7番、長崎駅前（交通広場）行は番号なしである。※は一部の便のみ始発・終点として使用する。
- ココウォーク茂里町 - 宝町 - 長崎駅前 - 大波止 - 新地中華街 - 浪の平 - 戸町 - 柳 - 磯道町 - 南柳田 - 鶴洋高校前（末石町）- 深堀
- ココウォーク茂里町 - 宝町 - 長崎駅前 - 大波止 - 新地中華街 - 浪の平 - 戸町 - 柳 - 磯道町 - 南柳田 - 鶴洋高校前（末石町）- 深堀団地※ - 深堀
- ココウォーク茂里町 - 宝町 - 長崎駅前 - 大波止 - 新地中華街 - 浪の平 - 戸町（二本松口）- 柳 - 磯道町 - 南柳田 - 鶴洋高校前（末石町）-（深堀団地）- 深堀 - 長浜 - 恵里（ - 伊王島ターミナル※）
- ココウォーク茂里町 - 宝町 - 長崎駅前※ - 大波止 - 新地中華街※ - 浪の平 - 戸町（二本松口）- 柳 - 磯道町 - 南柳田 - 鶴洋高校前（学休日運休）
- 深堀→末石町→南柳田→磯道町→柳→戸町→浪の平→新地中華街→出島→大波止→長崎駅前（交通広場）（平日朝のみ）

長崎市中心部と長崎半島西部の深堀・香焼地区を結ぶ路線。戸町以南から深堀周辺まではかつて野母自動車という会社が運行していたが、1942年（昭和17年）に同社を長崎バスが買収し、以後長崎バスが運行を行なっている。1968年（昭和43年）に深堀と香焼の間が埋め立てられて陸続きとなり、1967年（昭和42年）より県が運行していた長崎外港の無料バスに代わる形で、1971年（昭和46年）10月1日より長崎バスが香焼町南部の香焼本村行きの運行を開始した。1995年（平成7年）4月6日から香焼恵里までの路線が開通。伊王島大橋の開通に伴い2011年（平成23年）4月6日より一部を伊王島まで延長した。
深堀・香焼線は柳営業所が担当する系統の中では本数が一番多く、平日の日中は毎時4本程度で運行している。末石町経由と鶴洋高校前経由が約半数ずつ走っている。半数以上が深堀町の住宅街の切れ目となる深堀停留所または手前の深堀団地内止まりで、香焼恵里まで運行する便は1時間に2本程度である。深堀団地経由深堀や香焼恵里行きは右側の経由地一覧ではなく左側の行き先の上に「深堀団地経由」と強調表記されていたが、2024年9月の表示更新で「深堀団」と経由地一覧に表示されるようになった。香焼地区では一旦北上し、三菱重工の工場手前にある長浜バス停で折り返してから長崎市内や香焼町南部へと向かう。香焼恵里は正式には恵里バス停という。また、朝には鶴洋高校前行きのスクールバスが運行される。深堀・香焼方面行きは中央橋経由、ココウォーク茂里町行きは出島経由として運行される。海水浴シーズンには通常は恵里行きや伊王島ターミナル行きとなっている便の一部が伊王島海水浴場（ふれあい広場駐車場前）まで延長運行される。

#### 香焼工場線
- ココウォーク茂里町 - 宝町 - 長崎駅前 - 大波止 - 新地中華街 - 浪の平 - 戸町 - 柳 - 磯道町 - 南柳田 - 鶴洋高校前 - 長浜 - 香焼内業※ - 香焼外業 - 香焼修繕部
- 国立長崎病院→南高裏門前→大平橋→大浦天主堂下→浪の平→二本松口→新戸町団地→柳→磯道町→南柳田→鶴洋高校前→長浜→香焼内業→香焼外業→香焼修繕部（造船休日運休）
- 香焼内業→長浜→鶴洋高校前→南柳田→磯道町→柳→新戸町団地→二本松口→浪の平→新地中華街→出島→大波止→長崎駅前→宝町→ココウォーク茂里町（造船休日運休）

香焼工場方面行きとして1972年（昭和47年）より運行を開始した路線。香焼北部にある三菱重工の造船所への通勤路線であり、朝と夕方の通勤時間帯のみ運行される。造船所の営業形態に合わせて運行され、造船所休業日には運休される。なお、長浜を過ぎた後は香焼工場のゲートを通って関係者のみ立ち入り可能な工場敷地内に乗り入れ、敷地内に設置されたバス停で乗客を取り扱う。

### 毛井首団地線
系統番号は、毛井首団地行が30番、ココウォーク茂里町行が7番である。※は一部の便のみ始発・終点として使用する。
- ココウォーク茂里町 - 宝町 - 長崎駅前 - 大波止 - 新地中華街 - 浪の平 - 戸町 - 小ヶ倉（小ヶ倉団地）- 柳 - 磯道町 - 南柳田 - 鶴見台団地 - 平瀬町 - 毛井首団地（→毛井首工業団地※）
- ココウォーク茂里町 - 宝町 - 長崎駅前 - 大波止 - 新地中華街 - 浪の平 - 二本松口 - 新戸町団地 - 柳 - 磯道町 - 南柳田 - 鶴見台団地 - 平瀬町 - 毛井首団地（→毛井首工業団地※）
- ココウォーク茂里町 - 宝町 - 長崎駅前 - 大波止 - 新地中華街 - 浪の平 - 二本松口（戸町）- 柳 - 磯道町 - 南柳田 - 鶴見台団地内 - 平瀬町 - 毛井首団地

1958年（昭和33年）より運行開始。1981年（昭和56年）より団地内へ乗り入れ開始。日中は約30分間隔で運行。戸町経由は一部を除き小ヶ倉団地（行先表示には「小ヶ倉団地 毛井首団地」と表示されていた。現在は「小ヶ倉団」と経由地一覧に表示）を、二本松口経由は朝や夕方の一部を除き鶴見台団地内（行先表示には「鶴見台団地内 毛井首団地」と表示されていた。現在は「鶴見台団」と経由地一覧に表示）経由する。また、夜の戸町経由も小ヶ倉団地を経由せず鶴見台団地内を経由する便も存在する。平日と土曜日の早朝2便のみ毛井首工業団地行きが運行される。毛井首団地行きは中央橋経由、ココウォーク茂里町行きは出島経由として運行される。

### 小ヶ倉団地線
系統番号は、小ヶ倉団地行が30番、出島経由ココウォーク茂里町行が7番、市役所上経由ココウォーク茂里町・浜の町行は番号なしである
- ココウォーク茂里町 - 宝町 - 長崎駅前 - 市役所上（大波止）- 新地中華街 - 浪の平 - 戸町 - 女神 - 小ヶ倉団地前
- ココウォーク茂里町 - 宝町 - 長崎駅前 - 大波止 - 新地中華街 - 浪の平 - 戸町 - 小ヶ倉団地 - 柳 - 磯道町 - 南柳田 - 鶴見台団地 - 平瀬町 - 毛井首団地
- 小ヶ倉団地前→女神→戸町→浪の平→新地中華街→浜の町（土曜朝のみ）
- ココウォーク茂里町→宝町→長崎駅前→大波止→新地中華街→浪の平→戸町→小ヶ倉団地→柳→磯道町→南柳田→平山台入口→栄上→蚊焼入口→晴海台団地（夜1便のみ運行）

長崎市中心部と南部の小ヶ倉を結ぶ路線。大橋営業所の前身である小ヶ倉営業所時代から運行されていた路線で、2006年（平成18年）の柳営業所開設時に大橋営業所から移管され、大橋営業所時代は下大橋始発となっていたが、柳営業所移管後はココウォーク茂里町始発となっている。小ヶ倉団地を発着する便が1時間1本程度運行され、小ヶ倉団地経由毛井首団地行きと合わせて1時間2本程度の便が小ヶ倉と中心部を結んでいる。毛井首団地発着便が全便大波止経由であるのに対し、小ヶ倉発着便はほとんどが市役所上経由で運行されている。土日祝日の下りの最終便は小ヶ倉団地経由晴海台団地行きとなっている。小ヶ倉団地行きと市役所上経由ココウォーク行きは江戸町交差点の経由、大波止経由ココウォーク茂里町行きは出島経由として運行される。

### 柳営業所入口線
系統番号は、柳営業所入口行が40番、ココウォーク茂里町行は番号なしである。
- ココウォーク茂里町 - 宝町 - 長崎駅前 - 市役所上 - 万才町 - 新地中華街 - 浪の平 - 二本松口 - 新戸町団地 - ダイヤランド - 磯道町 - 柳営業所入口

2006年9月1日のダイヤ改正の際に新設された系統である。一日に数本運行される、柳営業所が最寄りのバス停を始発・終点とする唯一の路線である。本系統は市役所・二本松口経由ダイヤランド行きと運行区間が重複しており、経由番号もダイヤランド線と同一の40番が用いられている。磯道町バス停ではココウォーク茂里町行きが南柳田方面側に停車し、柳営業所入口行きはココウォーク茂里町行き側に停車する。柳営業所入口行き、ココウォーク茂里町行きのどちらも中央橋経由として運行される。